# Yamada Itsuki
Itsuki Yamada (山田 樹 Yamada Itsuki,  sinh ngày 5 tháng 10 năm 1990 ở Kyoto, Nhật Bản) là một cầu thủ bóng đá người Nhật Bản. Anh là một hậu vệ ban đầu chơi ở vị trí hậu vệ trái, và có thể đá trung vệ.
Trước đây anh thi đấu cho U-18 Kyoto Sanga FC và Đại học Ritsumeikan.
Ngày 24 tháng 12 năm 2012, có thông báo rằng anh ký hợp đồng với Albirex Niigata FC (Singapore) cho mùa giải S.League tiếp theo.
Màn trình diễn ấn tượng giúp anh gia hạn hợp đồng cho mùa giải S.League 2014.

## Thống kê sự nghiệp câu lạc bộ
Tính đến 3 tháng 2 năm 2014
| Thành tích câu lạc bộ | Thành tích câu lạc bộ  | Thành tích câu lạc bộ | Giải vô địch | Giải vô địch | Cúp                   | Cúp                   | Cúp Liên đoàn | Cúp Liên đoàn | Tổng cộng | Tổng cộng |
| Mùa giải              | Câu lạc bộ             | Giải vô địch          | Số trận      | Bàn thắng    | Số trận               | Bàn thắng             | Số trận       | Bàn thắng     | Số trận   | Bàn thắng |
| Singapore             | Singapore              | Singapore             | Giải vô địch | Giải vô địch | Cúp bóng đá Singapore | Cúp bóng đá Singapore | Cúp Liên đoàn | Cúp Liên đoàn | Tổng cộng | Tổng cộng |
| --------------------- | ---------------------- | --------------------- | ------------ | ------------ | --------------------- | --------------------- | ------------- | ------------- | --------- | --------- |
| 2013                  | Albirex Niigata FC (S) | S.League              | 25           | 1            | 1                     | 0                     | 4             | 0             | 30        | 1         |
| Tổng cộng             |                        |                       |              |              |                       |                       |               |               |           |           |
| Singapore             | Singapore              | 25                    | 1            | 1            | 0                     | 4                     | 0             | 30            | 1         |           |
| Tổng cộng sự nghiệp   | Tổng cộng sự nghiệp    | Tổng cộng sự nghiệp   | 25           | 1            | 1                     | 0                     | 4             | 0             | 30        | 1         |